# I Turcs tal Friùl
I Turcs tal Friùl (i Turchi nel Friuli) è un'opera teatrale di Pier Paolo Pasolini scritta approssimativamente a maggio del 1944 ma emersa solo nel 1976. I Turcs tal Friùl è composta da un solo atto di tipo drammatico scritto in friulano. Quest'opera attesta l'interesse di Pasolini verso il teatro negli anni giovanili della sua vita.

## Trama
L'intera opera teatrale di Pasolini si basa su un episodio storico riguardante l'invasione dei turchi nel Friuli nel 1499. Infatti durante l'invasione dei Turchi la città di Casarsa venne risparmiata dai medesimi.
Tuttavia nell'unico atto della tragedia di Pasolini vengono evidenziate le reazioni dei cittadini di fronte alla minaccia dei Turchi. Infatti vengono evidenziate le contrapposizioni fra i cittadini, come, ad esempio, il diverbio fra i due fratelli della famiglia Colussi, il contemplativo Pauli e il ribelle Meni.

## Analisi dell'opera
L'opera fu considerata dallo stesso Pasolini come il suo scritto migliore in friulano, come scrisse in una lettera a Gianfranco D'Aronco nel 29 novembre 1945. L'opera, secondo alcuni critici, è un chiaro riferimento all'invasione dei nazisti nel Friuli nel 1944: infatti l'autore fa una sorta di polemica nei confronti dell'occupazione nazista.